# Гаплогруппа R-Z645
Гаплогруппа R-Z645 или R1a1a1b — гаплогруппа Y-хромосомы человека. Происходит от Y-хромосомной гаплогруппы R-M417 (R1a1a1).

## Субклады
- R1a1a1b1 : Z283
  - R1a1a1b1a : Z282
  - R1a1a1b1b~ (YP4758)
- R1a1a1b2 : Z93
  - R1a1a1b2a : Z94

## Палеогенетика

### Энеолит
Культура одиночных погребений
- RISE61 — Kyndelöse | PMD 17, V, N chamber lower layer — Kyndeløse Sydmark (Lejre Kommune), Зеландия (регион), Дания — 2848-2492 calBCE (4071±27 BP, OxA-28296) — М — R1a1a1 > R-Z645 # J1c4.[1]

Культура ладьевидных топоров
- RISE94 — Viby | grave 26:I — Viby, Kristianstad, Сконе (лен), Швеция — 2621-2472 calBCE (4025±30 BP, OxA-29033) — М — R1a1a1b # K1a2a.[1]

### Бронзовый век

#### Европа
Фатьяновская культура
- NIK002 — Никульцынский могильник, 15 — Ярославская область, Россия — 2865–2500 calBCE (4100±34 BP, UBA-41626) — М — R1a-Z645 # U5a1a1.
- TIM008 — Тимофеевский могильник, 13 — Ивановская область, Россия — 2832–2473 calBCE (4036±32 BP, UBA-41637) — М — R1a-Z645 # K1c1.
- VOR005 — Воронковский могильник, 7 — Ярославская область, Россия — 2840–2343 calBCE (4002±54 BP, UBA-41641) — М — R1a-M417 > R-Z645 # K2a5b.
- VOR003 — Воронковский могильник, 5 — Ярославская область, Россия — 2573–2466 calBCE (3987±29 BP, UBA-41639) — М — R1a-Z645 # H6a1a.

Хлопице-Веселейская культура
- I6531 | HB0068 — Dzielnica 17 — Цисек (гмина), Опольское воеводство, Польша — 2286–2038 calBCE (3755±35 BP, Poz-86947) — М — R1a1a > R-Z645 # U5b2b1a1.[3]

Белозерская культура — Киммерийцы
- MJ-31 | 151 — Дикий Сад | Room №7 in the "Citadel" — Николаев, Николаевская область, Украина — 1284-1055 calBCE (2970±30 BP) — М — R1a-Z645 # U5a1b1.[4]

Срубная культурно-историческая общность
- I0360 — SVP8, Spiridonovka IV, kurgan 1, grave 11 — Спиридоновка (Волжский район), Самарская область, Россия — 2050–1650 BCE — М — R1a1 > R-Z645 # U5a1.[5]

#### Сибирь
Синташтинская культура
- Каменный Амбар 5 — Карталинский район, Челябинская область, Россия — 2050–1650 BCE[5]
  - I0986 | 995, kurgan 2, burial 6, skeleton 1 — М — R1 > R-Z645 # H1.
  - I1010 | 964, kurgan 2, burial 4, skeleton 3 — М — P1 > R-Z645 # T1a1.
  - I1012 | 967, kurgan 2, burial 4, skeleton 6 / 971, kurgan 2, burial 8, skeleton 1 — М — R1(xR1b1) > R-Z645 # U2e1h.
  - I1086 | 1005, kurgan 2, burial 9, skeleton 1 — М — R1a1a1 > R-Z645 # T1a1.

Минусинская котловина
- Потрошилово-2 — Минусинский район, Красноярский край, Россия[5]
  - I1821 | SS8993-8, Potroshilovo II, enclosure 5, grave 1 — 1612-1506 calBCE (3275±20 BP, PSUAMS-2435) — М — R1a1a1b # T1a1.
  - I1853 | SS8993-10, Potroshilovo II, enclosure 7 — 1611-1503 calBCE (3270±20 BP, PSUAMS-2437) — М — R > R-Z645 # H2b.

Карасукская культура
- RISE494 | I3425 — Сабинка 2 | 7332-35 — Бейский район, Хакасия, Россия — 1416-1268 calBCE (3081±27 BP, OxA-31212) — М — R-Z645 # I4a1.[1]

#### Средняя Азия
Чустская культура ?
- I4153 | UZ-KKC-001, Kashkarchi, burial N. 1, 14-46 — Ферганская область, Узбекистан — 1200–1000 BCE — М — R1a1a1b # U5b2b.[5]

#### Урал
Межовская культура
- RISE525 — Капова пещера | Square R-8, depth -4/-10 — Бурзянский район, Башкортостан, Россия — 1300–800 BCE — М — R-Z645 # I5c.[1]

### Железный век
Иткульская культура
- MJ-42 | UT-4-16/1-2 — Nikolaevka II | Mound 1, burial 2 — Николаевка (Варненский район), Челябинская область, Россия — 793-541 calBCE (2520±35 BP) — М — R1a-Z645 # T1a1d.[4]

Скифы
- MJ-33 | 37 — Medwin | Group I, mound 18/1 — Медвин (Богуславский район), Киевская область, Украина — 758-416 calBCE (2460±30 BP) — М — R1a-M417 > R-Z645 # U5a2a2a.[4]

Сарматская культура
- MJ-39 | UT-95-15 — Ivanovka-1 | Mound 5, burial 3 — Ивановка (Хайбуллинский район), Башкортостан, Россия — 387-200 calBCE (2230±30 BP) — М — R1a-Z645 # T1a1.[4]

- DA136 | Sarmatian9, Nesvetay II — Несветай II (курган 37, п. 1) — Мясниковский район, Ростовская область, Россия — I в. — М — R1 > R1a1a1b # A+152+16362.[6][7]

### Средние века
Викинги
- VK466 | Russia_Gnezdovo 77-222 — Гнёздово (археологический комплекс) — Смоленская область, Россия — 900–1100 CE — М — R1 > R-Z645 # H6a1a4.[8]

## Публикации
2015
- Allentoft ME, Sikora M, Sjögren KG; et al. (Июнь 2015). Population genomics of Bronze Age Eurasia. Nature. 522 (7555): 167–172. doi:10.1038/nature14507. PMID 26062507. {{cite journal}}: Явное указание et al. в: |author= (справка)Википедия:Обслуживание CS1 (множественные имена: authors list) (ссылка)

2018
- Афанасьев Г. Е., Коробов Д. С. Северокавказские аланы по данным палеогенетики // Этногенез и этническая история народов Кавказа. — Грозный, 2018. — С. 180—191. — ISBN 978-5-4314-0346-0.
- Olalde I, Brace S, Allentoft ME; et al. (Март 2018). The Beaker phenomenon and the genomic transformation of northwest Europe. Nature. 555 (7695): 190–196. doi:10.1038/nature25738. PMC 5973796. PMID 29466337. {{cite journal}}: Явное указание et al. в: |author= (справка)Википедия:Обслуживание CS1 (множественные имена: authors list) (ссылка)
- Damgaard PB; Marchi N; Rasmussen S; et al. (Май 2018). 137 ancient human genomes from across the Eurasian steppes. Nature. 557 (7705): 369–374. doi:10.1038/s41586-018-0094-2. PMID 29743675.

2019
- Järve M, Saag L, Scheib CL; et al. (Июль 2019). Shifts in the Genetic Landscape of the Western Eurasian Steppe Associated with the Beginning and End of the Scythian Dominance. Current Biology. 29 (14): 2430-2441.e10. doi:10.1016/j.cub.2019.06.019. PMID 31303491. {{cite journal}}: Явное указание et al. в: |author= (справка)Википедия:Обслуживание CS1 (множественные имена: authors list) (ссылка)
- Narasimhan V.; Patterson N.; Moorjani P; et al. (Сентябрь 2019). The formation of human populations in South and Central Asia. Science. 365 (6457). doi:10.1126/science.aat7487. PMC 6822619. PMID 31488661.

2020
- Margaryan A, Lawson DJ, Sikora M; et al. (Сентябрь 2020). Population genomics of the Viking world. Nature. 585 (7825): 390–396. doi:10.1038/s41586-020-2688-8. PMID 32939067. {{cite journal}}: Явное указание et al. в: |author= (справка)Википедия:Обслуживание CS1 (множественные имена: authors list) (ссылка)

2021
- Saag L, Vasilyev SV, Varul L; et al. (Январь 2021). Genetic ancestry changes in Stone to Bronze Age transition in the East European plain. Science Advances. 7 (4). doi:10.1126/sciadv.abd6535. PMC 7817100. PMID 33523926. {{cite journal}}: Явное указание et al. в: |author= (справка)Википедия:Обслуживание CS1 (множественные имена: authors list) (ссылка)